# Renate von Bardeleben
Renate von Bardeleben (* 2. August 1940 in Eisenach) ist eine deutsche Anglistin, Amerikanistin und Hochschullehrerin.

## Leben und Wirken
Renate von Bardeleben (früher auch: Schmidt-von Bardeleben) ist eine Angehörige des aus dem Raum Minden stammenden Adelsgeschlechts Bardeleben. Sie studierte Anglistik/Amerikanistik und Romanistik und promovierte 1967 an der Universität Mainz. Seit 1965 war sie dort wissenschaftliche Mitarbeiterin, von 1966 bis 1969 wissenschaftliche Assistentin. Nach einem Forschungsaufenthalt in den USA (1969/70) war sie in Mainz weiterhin als Assistentin bzw. Akademische Rätin tätig und habilitierte sich dort 1977 für Englische Philologie (mit Schwerpunkt Amerikanistik). Von 1978 bis 1980 hatte sie eine Professur an der Freien Universität Berlin inne. Im Jahre 1980 übernahm sie einen Lehrstuhl an der Universität Mainz. An dieser Universität, deren Vizepräsidentin sie von 1995 bis 1998 war, wirkte sie vor allem auch am Aufbau des Gebiets der Amerikanistik. Schwerpunkt ihrer Veröffentlichungen zur amerikanischen Literatur ist das Werk von Theodore Dreiser.
Die Universität Mainz verlieh ihr den Titel einer Ehrensenatorin.

## Veröffentlichungen (Auswahl)
- Das Bild New Yorks im Erzählwerk von Dreiser und Dos Passos (= Mainzer amerikanistische Beiträge, Bd. 9). Hueber, München 1967 (= Dissertation Universität Mainz).
- Das Tagebuch des kolonialen Südens: William Byrd of Westover ‘The Secret Diary’. In: Hans Helmcke u. a. (Hrsg.): Literatur und Sprache der Vereinigten Staaten. Aufsätze zu Ehren von Hans Galinsky. Winter, Heidelberg 1969, S. 36–46.
- Anne Bradstreet's 'The Author to Her Book'. In: Klaus Lubbers (Hrsg.): Amerikanische Lyrik von der Kolonialzeit bis zur Gegenwart. Bagel, Düsseldorf 1974, S. 32–45, ISBN 3-513-02215-8.
- Bernard Malmuds 'The Assistent". In: Frieder Busch/Renate von Bardeleben (Hrsg.): Amerikanische Erzählliteratur 1950–1970 (= Kritische Information, Bd. 28). Fink, München 1975, S. 57–74.
- Die Einwirkung des Amerikanischen Englisch auf das Pennsylvaniadeutsche. Mobilität und Stabilität eines Einwandererdialekts. In: Amerikastudien, Bd. 23 (1978), H. 2, S. 320–329.
- Bernard Malmuds 'The Lady of the Lake'. In: Peter Erlebach (Hrsg.): Geschichtlichkeit und Neuanfang im sprachlichen Kunstwerk. Studien zur englischen Philologie zu Ehren von Fritz W. Schulze. Narr, Tübingen 1981, S. 157–171, ISBN 3-87808-525-7.
- Studien zur amerikanischen Autobiographie. Benjamin Franklin und Mark Twain. Fink, München 1981, ISBN 3-7705-1907-8 (= Habilitationsschrift Universität Mainz).
- Formen autobiographischer Prosa im puritanischen Schrifttum. In: Winfried Herget (Hrsg.): Studies in New England Puritanism (= Studien und Texte zur Amerikanistik, Bd. 9). Lang, Frankfurt/M. 1983, S. 169–198, ISBN 3-8204-7843-4.
- The Everyday Speech of American Occupational and Professional Groups. Methods of Investigation. In: Renate von Bardeleben (Hrsg.): Wege amerikanischer Kultur. Aufsätze zu Eren von Gustav H. Blanke. Lang, Frankfurt/M. 1989, S. 315–327, ISBN 3-631-42454-X.
- Upton Sinclair and the Art of Autobiography. In: Dieter Herms (Hrsg.): Upton Sinclair. Literature and Social Reform. Lang, Frankfurt/M. 1989, S. 114–130, ISBN 3-631-42111-7.
- The Loss of Identity and the Construction of Memory in the Writings of Cynthia Ozick. In: Dieter Lamping (Hrsg.): Identität und Gedächtnis in der jüdischen Literatur nach 1945. Erich Schmidt, Berlin 2003, S. 127–144, ISBN 3-503-06164-9.
- (Hrsg.): Theodore Dreiser / A traveler at forty. University of Illinois Press, Urbana 2005, ISBN 0-252-02913-5.
- Engaging Dreiser. Hrsg. von Klaus H. Schmidt. Winter, Heidelberg 2010, ISBN 978-3-8253-5775-7 (= gesammelte Aufsätze der Autorin).